# Камана (река)
Камана́ (исп. Río Camaná) — река в Перу. Длина реки равна 388 километрам, площадь водосбора составляет 17031 км² (по другим данным — 17435 км²). Протекает по территории департамента Арекипа.
Начинается к северо-западу от горы Калькарана западнее озера Лагунильяс под названием Колка на высоте 4886 метров над уровнем моря. Течёт вдоль горного хребта на северо-запад, затем меняет направление течения на юго-западное. Пересекает Западную Кордильеру Анд. Впадает в Тихий океан вблизи одноимённого города.
Бассейн Каманы граничит с водосборами рек Апуримак и Оконья на севере, Килка — на юге, Тамбо — на западе. Основные притоки — Бланкильо, Негрильо, Кондорома, Мокеруйо, Мольоко, Чалуанка, Айо, Мамакоча, Каписа (правые), Антасалья, Кальяли, Аулька-Уалька и Уамбо (левые).
На реке стоят населённые пункты Сибайо, Чивай, Уанкарка, Камана. Земли в верхнем течении реки являются важной сельскохозяйственной областью.
Максимум стока (63 %) приходится на месяцы с января по март. Среднегодовой расход воды на водомерной станции Уатиапа равен 85,93 м³/с. Водородный показатель — от 4 до 9.

## Климат
В низовьях протекает через засушливую местность со среднегодовым количеством осадков около 10 мм/год. В верховьях выпадает около 700 мм/год. Среднегодовые температуры бассейна реки меняются в зависимости от высоты над уровнем моря и составляют от 19 °C около устья до 3 °C на высотах свыше 4000 м.